# Bahnhof DeLand
Der Bahnhof DeLand ist ein Bahnhof im Fernverkehr und wird von Amtrak betrieben. Er befindet sich in DeLand im Volusia County in Florida.

## Geschichte
Der Bahnhof wurde 1918 durch die Atlantic Coast Line Railroad eröffnet. Bereits 1884 wurde von der Jacksonville, Tampa and Key West Railway ein Streckenast eröffnet, der von der Hauptstrecke direkt in die Innenstadt von DeLand führte. Mit der Errichtung des neuen Bahnhofs wurde die Stichstrecke jedoch stillgelegt.
Bis 2005 war der Bahnhof eine Station des Sunset Limited der Bahngesellschaft Amtrak von Orlando nach Los Angeles. Nach den Auswirkungen des Hurrikans Katrina wurde die Linie jedoch auf die Strecke New Orleans – Los Angeles verkürzt. 

## Anbindung
Der Bahnhof befindet sich knapp fünf Kilometer westlich der Innenstadt von DeLand. Hier besteht Anschluss an die Busse der Busgesellschaft Amtrak Thruway Motorcoach nach Daytona Beach. 
Neben dem Silver Meteor hält heute auch der Silver Star von Amtrak in DeLand.
Ab spätestens 2017 sollte der Bahnhof zusätzlich von der SunRail auf der Strecke von hier über Downtown Orlando nach Poinciana bedient werden, wodurch das Verdichtungsgebiet Greater Orlando im Schienennahverkehr besser erschlossen wäre. Die Wirtschaftlichkeit der Verlängerung von DeBary nach DeLand wurde jedoch zwischenzeitlich angezweifelt, sodass die Realisierung dieses Abschnittes auf unbestimmte Zeit verschoben wurde.

### Schiene
| Linie         | Laufweg                                                                    |
| ------------- | -------------------------------------------------------------------------- |
| Silver Star   | Miami Airport – ... – Winter Park – DeLand – Palatka – ... – New York City |
| Silver Meteor | Miami Airport – ... – Winter Park – DeLand – Palatka – ... – New York City |